# Museo Histórico y Arqueológico Andrés Guacurarí
El Museo Histórico y Arqueológico Andrés Guacurarí (siendo su apellido en realidad "Guasurarí") es un museo situado en la ciudad de Posadas, en Argentina.

## Denominación
La denominación de este museo provincial evidencia que se dedica principalmente a la Historia de Misiones y como ejemplo concreto de la misma la Arqueología de esta provincia y gran parte del Noreste Argentino y regiones vecinas, en cuanto al epónimo alude al general argentino Andresito Guazurarí (Andresito Guaçurarý y Artigas) el cual por un equívoco histórico en la grafía de su apellido aún suele ser escrito como Guacurarí.

## Ubicación
Se encuentra ubicado en la calle General Paz 1865, dentro de Las Cuatro Avenidas de la ciudad.

## Descripción
Posee elementos de las culturas altoparanaense, mocoretá, eldoradense, tupí-guaraní, como así también elementos de las misiones jesuíticas guaraníes. Aquí también funciona un Centro de Estudios Arqueológicos.

## Turismo
Este museo forma parte de la Región del Sur es una subregión turística de la provincia de Misiones, Argentina.
Está integrada por los departamentos de Apóstoles, Capital, Candelaria, San Ignacio, Concepción y San Javier.